# Inkisi
L’Inkisi est une rivière qui a sa source en Angola et qui se jette dans le fleuve Congo en république démocratique du Congo. Sa longueur est d’environ 555 km, et 600 km par la rivière Longe.

## Topographie
L’Inkisi entre en république démocratique du Congo par une chute et se jette dans le fleuve Congo en aval des chutes de Zongo. Le barrage hydroélectrique de Zongo (2008), les chutes elles-mêmes (Zongo Matanda) et autres barrages constituent des barrières qui limitent la migration des poissons.

## Affluents principaux
En Angola :
- Luembo
- Diu
- Longe
- Lulovo
- Luale

Au Congo-Kinshasa:
- Lwidi
- Vila
- Luvemba
- Mfidi
- Lwidi
- Bongolo
- Luguga
- Lukusu
- Nwa
- Mwala
- Ngufu
- Ngeba
- Wungu
- Lukusu
  - Nsengezi
- Vini